# لاله (سیگله)
لاله شهری در شهرستان سیگله در استان بولکیمده در بورکینافاسوی غربی مرکزی است جمعیت آن ۲۳۹۲ نفر است.